# Gibson使用者列表

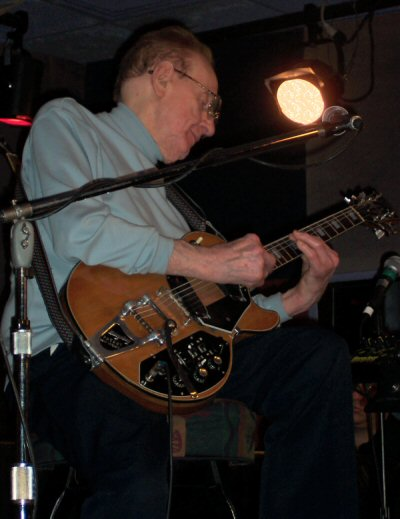
萊斯·保羅與他的訂製Gibson Les Paul

這是依照英文字母順序排列的Gibson吉他使用者列表，其中都是曾有在現場表演或錄音室製作唱片時使用Gibson吉他的紀錄的人物，但由於Gibson吉他十分普及，因此，只有對使用Gibson吉他有以下特別意義的音樂家才會被列於本列表中：
- 有長期的音樂經歷，並是Gibson吉他的忠實使用者
- 使用的是Gibson獨一無二或具有重大意義的著名樂器
- 使用後而使該Gibson樂器系列大受關注而被普遍使用

## 列表
A B C D E F G H I J K L M N O P Q R S T U V W X Y Z

### A
- 比利·喬·阿姆斯壯（Billie Joe Armstrong，年輕歲月）使用數把經典1950年代、單或雙缺角的萊斯·保羅初級（Les Paul Junior）機型[1]。

### B
- B·B·金（B. B. King）：他將自己最心愛的吉他命名為「Lucille」。

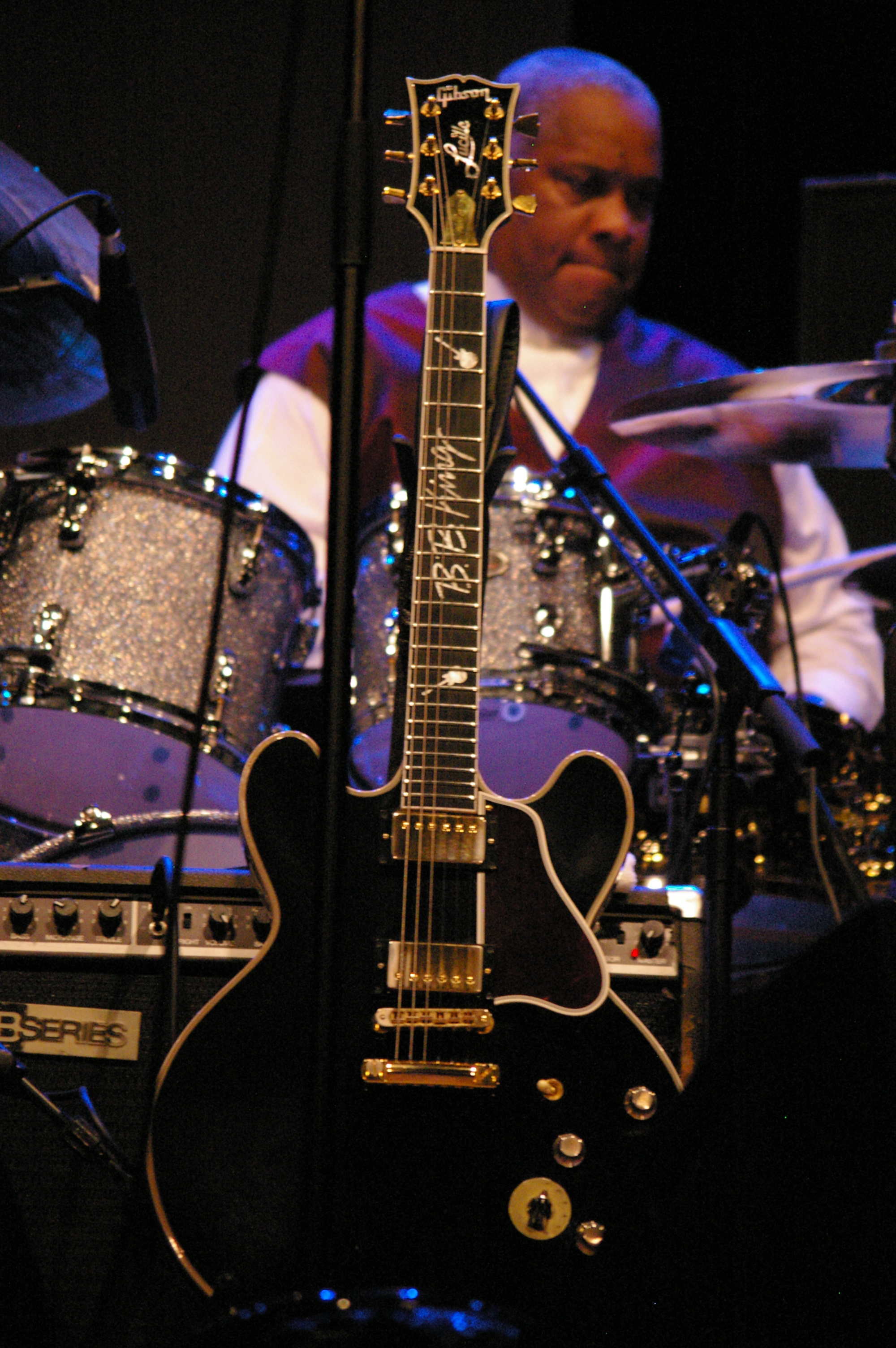
B·B·金的Lucille

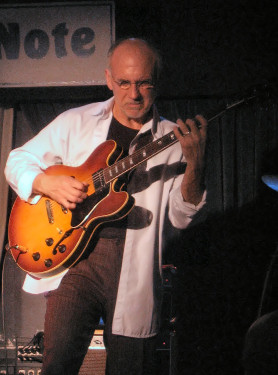
賴瑞·卡爾頓與他的"卡爾頓爆炸" 335

### C
- 賴瑞·卡爾頓（Larry Carlton）偏愛陽光漸層1968年ES-335（sunburst 1968 ES-335），有時也會使用1956年萊斯·保羅特別（1956 Les Paul Special）以及1963年L5機型[2]。Gibson並製作了賴瑞·卡爾頓專用（Larry Carlton Signature）機型，暱稱「ES-335先生」（Mr ES-335）[3]。

- 艾瑞克·克萊普頓（Eric Clapton）生平使用過非常多種Gibson吉他。他的第二把電吉他是把紅色的1964年ES-335，從新兵樂團、奶油樂團、盲目諾言樂團，到單飛生涯都陪伴著艾瑞克[4]，直到2004年，克萊普頓以75萬美金的價格拍賣了它，並捐給安提瓜的十字路口中心（Crossroads Centre），同時為Gibson創下了世界拍賣紀錄[5]。1996年，克萊普頓在擔任約翰·梅奧爾和藍調破壞者樂團及奶油樂團團員期間，買下了一把1960年陽光漸層的萊斯·保羅（1960 sunburst Les Paul）[6]。這是艾瑞克在1958－60年萊斯·保羅系列中所使用的第一把吉他，並大大提升了此系列的人氣[7]。

### D
- DJ Ashba

### E
- The Edge

### F
- 藤原基央

### G
- 盖瑞·摩尔

### J
- Joe Bonamassa

### M
- 松本孝弘（Matsumoto Takahiro，英文： Tak Matsumoto）：亞洲第一位擁有「Signature Model」的吉他手，也是同時擁有最多款的人，目前Gibson公司所生產的所有系列吉他都有在使用。Gibson公司除了「Signature Model」吉他之外，另有替他設計多款吉他並冠上他的名子。

包含：Tak Matsumoto Double Cut-Away（簡稱Tak DC）系列、Tak Matsumoto Firebird系列，以及Tak Matsumoto 1959 Les Paul。

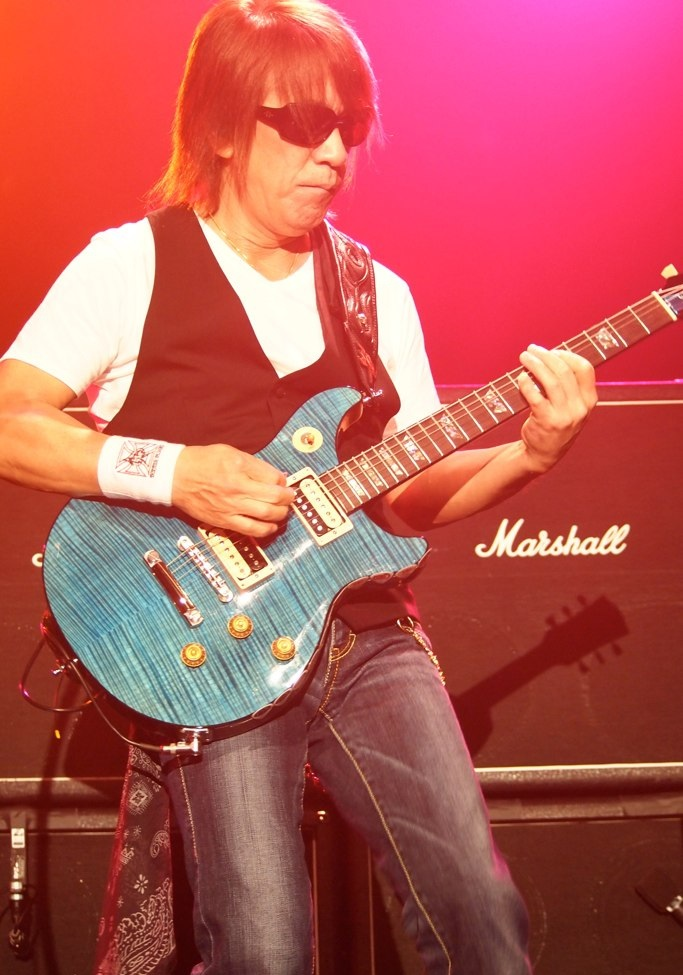
松本孝弘與他的"Tak DC"

- Monster 怪獸：既松本孝弘之後，成為亞洲第二位擁有「Signature Model」的吉他手，此次Signature Model製作美術總監由怪獸親自擔任，琴身為深紅虎紋，拾音器採「上開放式，下封閉式」兩種拾音器，並於拾音器之間印上獨角獸圖案，怪獸表示：「在音樂的路上，吉他是我的伙伴，獨角獸的Logo象徵一種溫柔的守護、戰鬥的勇氣與發自靈魂深處的音樂。」。

此外，因崇拜日本吉他手松本孝弘，出道至今，使用的電吉他皆選用Gibson公司以松本先生名義出款的「Signature Model」電吉他，在Gibson公司推出新款的「Tak Matsumoto Double Cut-Away」型電吉他後，開始改使用Tak Matsumoto DC型，至今依然使用松本系列吉他。

### N
- Nigel Tufnel

### P
- Jimmy Page
- Pata
- Joe Perry

### R
- Randy Rhoads

### S
- Slash（史萊許）
- Steve Clark

### W
- Zakk Wylde（英语：Zakk Wylde）
- 黃貫中
- 伍佰

### Y
- Angus Young
- Thom Yorke